# Anne-Sophie Mondière
Anne-Sophie Mondière (Roanne, 1 de febrero de 1979) es una deportista francesa que compitió en judo. Ganó tres medallas de bronce en el Campeonato Mundial de Judo, en los años 2005 y 2007, y ocho medallas en el Campeonato Europeo de Judo entre los años 2001 y 2011.

## Palmarés internacional
| Campeonato Mundial | Campeonato Mundial      | Campeonato Mundial | Campeonato Mundial |
| Año                | Lugar                   | Medalla            | Categoría          |
| ------------------ | ----------------------- | ------------------ | ------------------ |
| 2005               | El Cairo (Egipto)       | Medalla de bronce  | +78 kg             |
| 2005               | El Cairo (Egipto)       | Medalla de bronce  | Abierta            |
| 2007               | Río de Janeiro (Brasil) | Medalla de bronce  | Abierta            |
| Campeonato Europeo |                         |                    |                    |
| Año                | Lugar                   | Medalla            | Categoría          |
| 2001               | París (Francia)         | Medalla de plata   | Abierta            |
| 2002               | Maribor (Eslovenia)     | Medalla de plata   | +78 kg             |
| 2004               | Budapest (Hungría)      | Medalla de oro     | Abierta            |
| 2005               | Moscú ( Rusia)          | Medalla de oro     | Abierta            |
| 2006               | Tampere (Finlandia)     | Medalla de oro     | +78 kg             |
| 2007               | Belgrado (Serbia)       | Medalla de oro     | +78 kg             |
| 2008               | Lisboa (Portugal)       | Medalla de oro     | +78 kg             |
| 2011               | Estambul (Turquía)      | Medalla de plata   | +78 kg             |